# Love Isn’t Easy (But It Sure Is Hard Enough)
A Love Isn't Easy (But It Sure Is Hard Enough) című dal a svéd ABBA 4. és egyben utolsó kimásolt kislemeze a Ring Ring című 1973-ban megjelent stúdióalbumról. A dal kislemez formátumban nem jelent meg Svédországban. A kislemez B. oldalán az "I am Just A Girl" című dal kapott helyet.
A dal a szerelmesek közötti konfliktusokról szól, bár a dal címe ellentmondásosnak tűnik a címéből adódóan.

## Megjelenések
7"  Dánia Polar POS 1176
- A Love Isn't Easy (But It Sure Is Hard Enough) – 2:52
- B I am Just A Girl – 3:00

## Slágerlistás helyezések
A dal nem volt túl sikeres, többek között a korlátozott kiadás miatt, így nem került Top 10-es listára, azonban érdekesség, hogy a Tio I Topp svéd listán a 3. helyet sikerült megszereznie úgy, hogy Svédországban nem jelent meg a dal kislemezen.